# Espoo
Espoo (in svedese Esbo) è una città finlandese di 305274 abitanti, situata nella regione dell'Uusimaa.
Per numero di abitanti è la seconda città finlandese dopo Helsinki.
Confina a est con Helsinki e Vantaa: circonda il centro di Kauniainen. Altri comuni confinanti sono Nurmijärvi e Vihti a nord e Kirkkonummi a ovest. A nord-ovest della città si trova il parco nazionale di Nuuksio. Situato sulla costa meridionale del paese, fa parte, insieme alle città di Helsinki, Vantaa e Kauniainen, dell'area metropolitana di Helsinki.
La città si è sviluppata preservando la natura circostante con la costituzione di più centri cittadini distinti. Non si tratta quindi di una città nel vero senso del termine, ma di un insieme di più centri urbani. Espoo è suddivisa in zone o distretti, i principali sono: Espoon keskus che è il centro amministrativo, Espoonlahti, Kalajärvi, Kauklahti, Leppävaara, l'area di Matinkylä e Olari, e Tapiola.
Per la sua caratteristica forma policentrica e decentralizzata la città viene definita scherzosamente come l'unica autostrada in Finlandia con diritti civici. Un altro soprannome con cui viene chiamata è "Los Angeles finlandese", in analogia con la città californiana che è formata da più centri abitativi diffusi.
A Espoo sono presenti numerose istituzioni tecnico-scientifiche e hanno la propria sede grandi aziende. La Aalto University ha sede nel distretto di Otaniemi, la Università di scienze applicate Laurea ha sede nel distretto di Otaniemi e Leppävaara, la Nokia ha il suo quartier generale in quello di Keilaranta, il centro di ricerca VTT, uno dei più grandi in Europa, la sede della branca di telefonia mobile della compagnia di telecomunicazioni Elisa Oyj e quelle di altre compagnie come KONE, Fortum e Bluegiga si trovano tutte nel territorio cittadino.

## Storia
Il nome Espoo deriva da quello del fiume omonimo, Espå (o Espåå), che a sua volta deriva dalla parola svedese äspe, che significa pioppo. Il nome è menzionato la prima volta in un documento del 1431.
I primi abitanti della zona arrivarono circa 9 000 anni fa. Un insediamento permanente sorse fra il XI e il XII secolo, in questo periodo fu realizzata la Strada Reale da Turku a Viipuri che transitava per Espoo. Il più antico edificio cittadino esistente è la chiesa di Espoo, edificata intorno agli anni 1490. L'attuale centro amministrativo, Espoon keskus, crebbe attorno alla chiesa e alla stazione ferroviaria.
Nel 1920, Espoo era un insediamento rurale con meno di 9 000 abitanti, di cui il 70% era di madrelingua svedese, in maggioranza agricoltori. Negli anni cinquanta, vi fu un periodo di grande sviluppo, la popolazione crebbe rapidamente, e il settore del terziario divenne la principale fonte di occupazione degli abitanti. Espoo ricevette i diritti civici nel 1972.
Grazie alla sua vicinanza a Helsinki, Espoo divenne subito popolare fra i lavoratori della capitale. La popolazione passò dai 22 000 abitanti del 1950 ai 210 000 del 2000. La crescita demografica continua tuttora seppur a un ritmo meno sostenuto di un tempo.

## Società

### Lingue e dialetti
Le lingue ufficiali di Espoo sono il finlandese e lo svedese, ma 11,3% parlano altre lingue, soprattutto nuovi immigrati russi (1,6%) ed estoni (1,4%).
| %     | Ripartizione linguistica (gruppi principali) |
| ----- | -------------------------------------------- |
| 7,9%  | madrelingua svedese                          |
| 80,8% | madrelingua finlandese                       |

## Amministrazione

### Gemellaggi
Espoo è gemellata con le seguenti città:
- Esztergom, dal 1974
- Gatčina
- Irving
- Køge
- Mumbai
- Kongsberg
- Kristianstad[4]
- Nõmme
- Sauðárkrókur
- Shanghai, dal 1998[5]
- Soči, dal 1989

## Sport

### Calcio
La squadra principale della città è il Football Club Honka, attualmente militante in Kakkonen.

### Formula 1
Espoo è la città natale dei due ex piloti di F1 JJ Letho e Kimi Räikkönen, quest'ultimo campione del mondo 2007 con la Ferrari.

## Galleria d'immagini

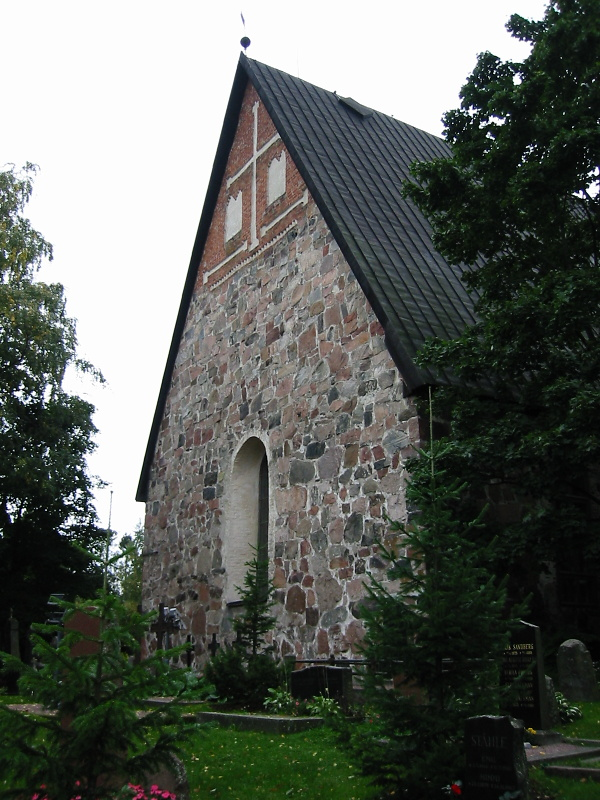
La cattedrale di Espoo
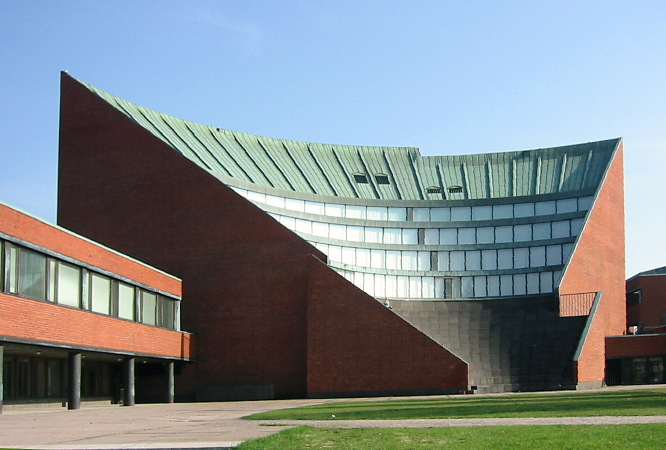
Auditorium della Aalto University, progettato da Alvar Aalto
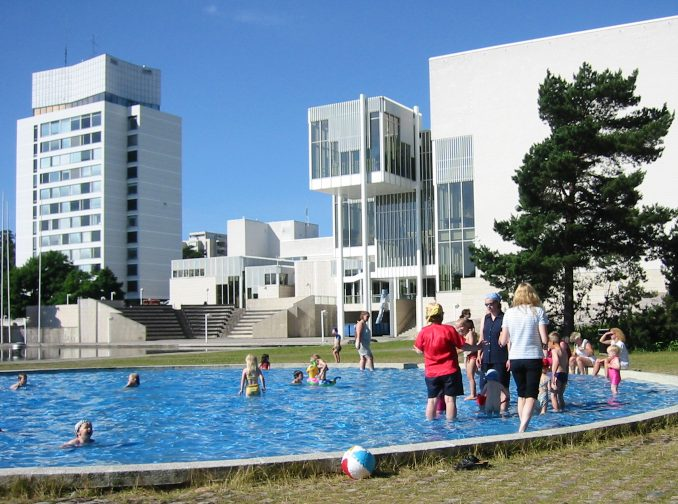
Il distretto di Tapiola d'estate
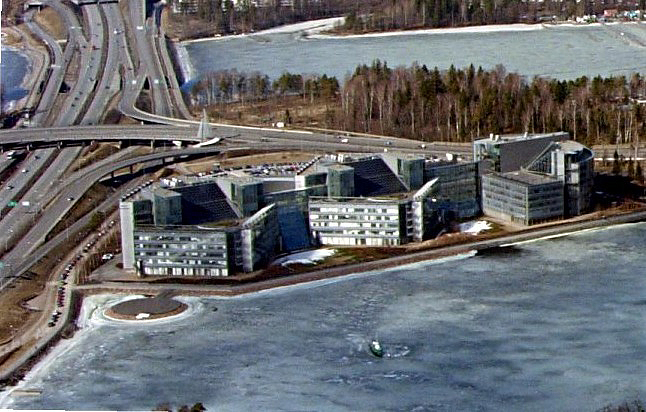
Il quartier generale della Nokia
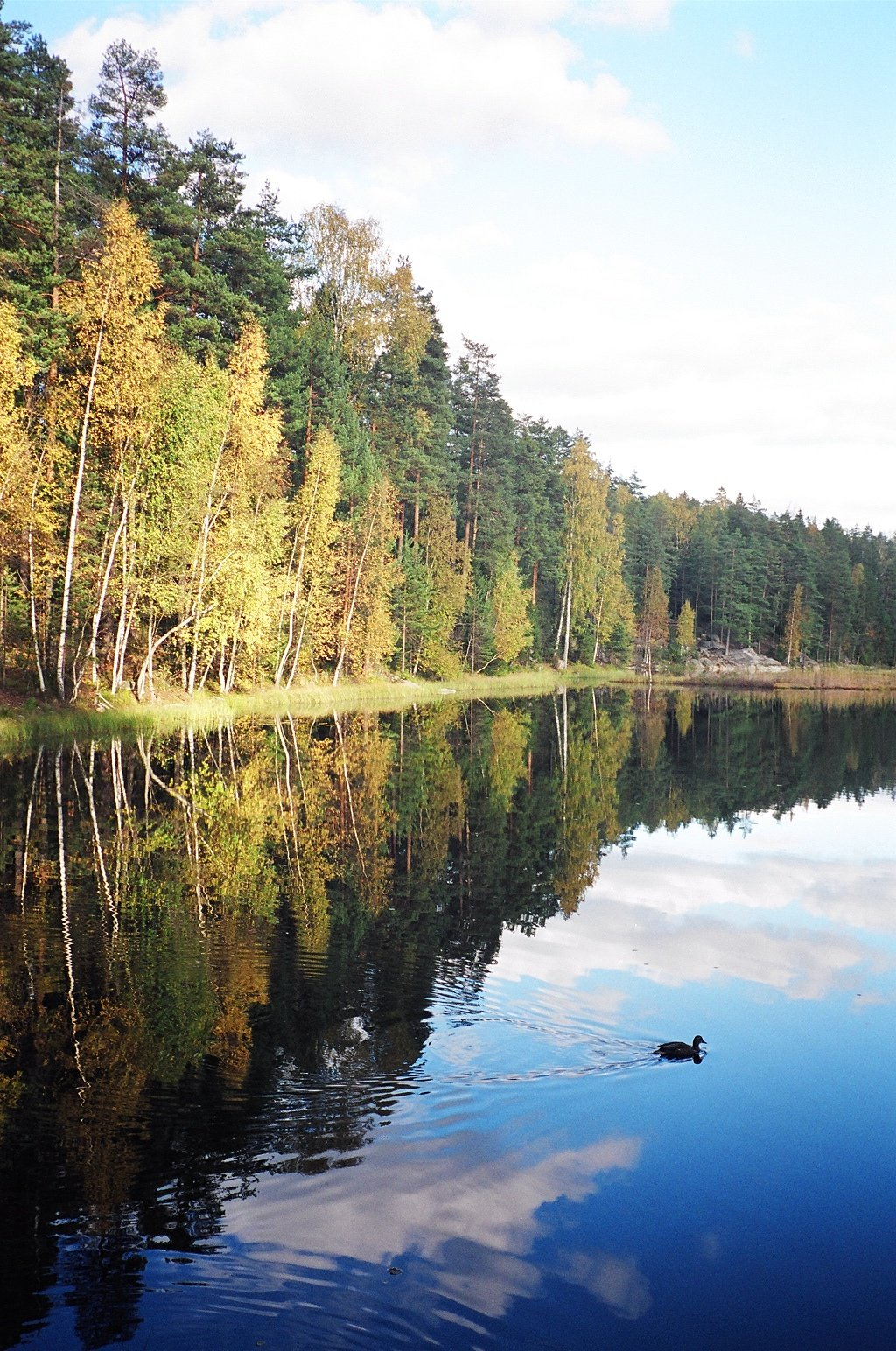
Parco nazionale del Nuuksio in autunno